# Werk und Zeit
werkundzeit (Schreibweise der Redaktion) war die Zeitschrift des Deutschen Werkbundes e.V. Ihre Themen waren Umwelt, Architektur und Design. Sie erschien von 1952 bis 2007.

## Geschichte
Im Mai 1952 erschien werkundzeit erstmals herausgegeben von Jupp Ernst, Konrad Rühl, Richard Scherpe, Hans Schmitt-Rost und Hans Schwippert. Redakteur war von 1952 bis 1954 der Journalist Hannes Schmidt, für den Seitenumbruch war zwei Jahre lang Jupp Ernst verantwortlich. Von 1954 bis 1971 bildeten Wend Fischer, Erich Wenzel und Else Brockerhoff die Redaktionsgruppe.
Von 1972 bis Ende 1975 übernahm Dieter Beisel die Leitung. Beisel öffnete die Zeitschrift für Gegenwartsthemen wie Stadtsanierung als Zerstörung, Umweltpsychologie, Ökologie, Sozialfotografie, berufliche Bildung, Verkehr und Bürgerinitiativen. Neu war auch die Zusammenarbeit in einem Redaktionsteam – neben Dieter Beisel waren das Michael Andritzky, Roland Günter und Erwin H. Zander.

## Gestaltung
Zwischen 1978 und 1987 übernahm Rudolf J. Schmitt als Redaktionsmitglied die Gestaltung der Zeitschrift. „Schmitt“, sagte Anton Stankowski „hat der Zeitschrift des Deutschen Werkbunds durch sein Layout und seine Grafik die ästhetische und kommunikative Qualität gegeben, die eine Zeitschrift für Kultur heute haben muß. Er hat sie über Jahre hinweg absolut unverwechselbar gemacht.“